# Київський національний економічний університет імені Вадима Гетьмана

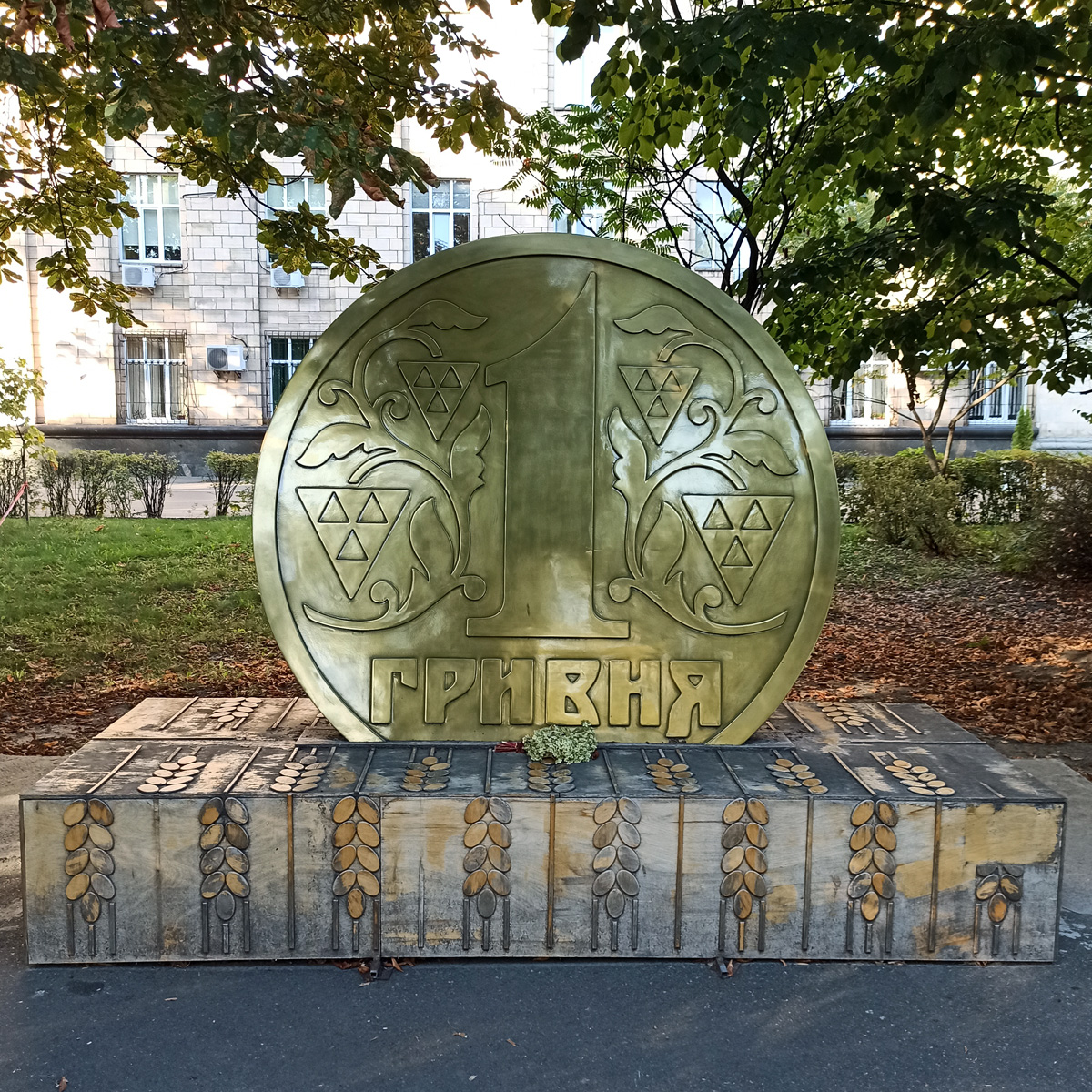
Пам'ятник гривні у Києві, біля КНЕУ

Ки́ївський націона́льний економі́чний університе́т і́мені Вади́ма Гетьмáна (КНЕУ) — вищий навчальний заклад в Україні. З 2009 до 2014 року мав статус автономного дослідницького університету. Заснований в 1906 році як Вищі комерційні курси. Головний корпус розташований на Берестейському проспекті, 54/1. Згідно з оцінками якості навчання та кваліфікації випускників КНЕУ займав третє (Компас, 2009) та двадцять третє місце (Дзеркало тижня, 2007 р.) в Україні. Згідно з одним із провідних рейтингів університетів світу (Eduniversal, 2012), КНЕУ займав третю позицію серед університетів України.  В 2020 році в цьому ж рейтингу займає третє місце серед університетів України. З 2005 року носить ім'я Вадима Гетьмана, українського політика і фінансиста, вбитого у 1998 році.

## Хронологія становлення і розвитку
- 1906 — Київські вищі комерційні курси[12]
- 1908 — Київський комерційний інститут
- 1920 — Київський інститут народного господарства (КІНГ), з 1925 – КІНГ імені Євгенії Бош
- 1930 – розділили на Київський ін-т обміну та розподілу (у 1931 припинив існування) та Київський фінансово-банковий інститут
- 1932 КФБІ перейменований на Київський фінансово-економічний, згодом переведений до Харкова й об'єднаний з ХФЕІ.
- 1934 — Український (Харківський) фінансово-економічний інститут
- 1941 — у Ташкенті Український факультет у складі ТФЕІ
- 1944 — Київський фінансово-економічний інститут
- 1960 — Київський інститут народного господарства (КІНГ), з 1969 – КІНГ імені Д. С. Коротченка
- 1992 — Київський державний економічний університет
- 1997 — Київський національний економічний університет (КНЕУ), з 2005 – КНЕУ імені Вадима Гетьмана
- З 2010 до 2014 — Державний вищий навчальний заклад «Київський національний економічний університет ім. Вадима Гетьмана» — самоврядний (автономний) дослідницький університет

## Загальна інформація
Київський національний економічний університет сьогодні — найбільший в Україні навчальний економічний заклад, визнаний у своїй державі та у світі центр підготовки економістів, менеджерів та правознавців.
Для здійснення освітньої й наукової діяльності університет володіє відповідною матеріально-технічною базою. Площа всіх приміщень університету становить 118765 м², або 9,4 м² в розрахунку на одного студента.
Для науково-педагогічного персоналу обладнано по 2–3 кімнати кафедр, навчально-методичні кабінети, а також робочі місця для викладачів і навчально-допоміжного персоналу.
Аудиторний фонд включає аудиторії для лекцій, приміщення для проведення семінарських і практичних занять, комп'ютерні класи тощо. Загальна площа аудиторного фонду становить 14332,7 м². Університет має також спортивні зали площею 6709 м², а також власний стадіон.
Науково-педагогічний персонал та студенти мають у своєму розпорядженні багату наукову бібліотеку з кількома по-сучасному обладнаними читальними залами. Новий корпус бібліотеки було збудовано в 2000-х рр. Документний фонд бібліотеки — понад 1 270 000 примірників. У структурі бібліотеки 7 абонементів і 14 читальних залів. Загальна площа бібліотеки становить 6454,4 м².
Загальна площа їдалень, буфетів, гуртожитків, профілакторіїв, спортивних споруд становить 57013,3 м², в тому числі шести гуртожитків — 42524 м². До послуг студентів є профілакторій, а також система служб побутового обслуговування (пральня, майстерня з ремонту взуття, душові кімнати, кафе, бари тощо).
Приймання до університету за різними освітньо-кваліфікаційними рівнями здійснюється за рахунок коштів державного бюджету України, республіканського бюджету Автономної Республіки Крим та місцевих бюджетів, а також на контрактній основі за кошти юридичних і фізичних осіб та пільгових довгострокових кредитів.

## Місцезнаходження
КНЕУ складається з семи корпусів:
Перший (головний) корпус знаходиться за адресою: м. Київ, Берестейський проспект, 54/1.
Другий, третій та четвертий (бібліотека) корпуси знаходяться за адресою: м. Київ, вул. Дегтярівська, 49-г.
П'ятий та шостий корпуси знаходяться за адресою: м. Київ, вул. Юрія Іллєнка, 81.
Сьомий корпус (Інститут інформаційних технологій в економіці) знаходиться за адресою: м. Київ, Львівська площа, 14.

## Факультети та науково-навчальні інститути
До складу університету належать:
- Факультет економіки та управління;
- Факультет міжнародної економіки і менеджменту;
- Юридичний інститут
- Факультет управління персоналом, соціології та психології;
- Факультет обліку та податкового менеджменту;
- Факультет фінансів;
- Інститут інформаційних технологій в економіці;
- Факультет маркетингу.

## Інститути
- Кримський економічний інститут КНЕУ
- Науково-дослідний інститут економічного розвитку (1997 р.);
- Український інститут розвитку фондового ринку (1997 р.)
- Інститут вищої освіти (2009 р.);
- Інститут фінансового контролінгу (2009 р.);
- Інститут енциклопедичних досліджень з економіки (2009);
- Інститут глобальної економічної політики (2009 р.);
- Інститут кредитних відносин (2009 р.);
- Французько-Український інститут менеджменту (2010 р.);
- Інститут економіки та менеджменту агропромислового комплексу (2010 р.);
- Інститут фінансово-інноваційних досліджень (2010 р.);
- Інститут моделювання та інформаційних технологій в економіці (2010 р.);
- Інститут обліку (2010 р.);
- Інститут соціально-трудових відносин (2010 р.);
- Інститут правових досліджень та законопроектної роботи (2010 р.);
- Інститут маркетингу (2011 р.);
- Інститут інноваційного підприємництва (2012 р.).

## Коледжі
- Коледж економіки та управління КНЕУ
- Київський економічний коледж КНЕУ
- Київський коледж інформаційних систем і технологій КНЕУ
- Сімферопольський коледж КНЕУ
- Роменський економічний коледж КНЕУ

## Ректори
- Митрофан Вікторович Довнар-Запольський (станом на вересень 1906 р.)
- Митрофан Вікторович Довнар-Запольський (12 травня 1908 р. — 20 березня 1917 р.)
- Петро Радіонович Сльозкін (20 березня — грудень 1917 р.)
- Костянтин Григорович Воблий (грудень 1917 р. — серпень 1919 р.)
- Петро Радіонович Сльозкін (вересень — грудень 1919 р.)
- Роман Михайлович Орженцький (16 грудня 1919 р. — 6 травня 1920 р.)
- Віктор Вікторович Дубянський  (6 травня — 12 червня 1920 р.)
- Михайло Іванович Мітіліно (21 червня 1920 р. — 1 вересня 1922 р.)
- Соломон Абрамович Посвольський (1 вересня 1922 р. — грудень 1922 р.)
- Соломон Соломонович Каган (15 жовтня 1923 р. — 3 березня 1925 р.), (1 вересня 1926 р. — 16 лютого 1927 р.)
- Михайло Лукич Баран (3 березня 1925 р. — 1 вересня 1926 р.)
- Соломон Соломонович Каган (1 вересня 1926 р. — 16 лютого 1927 р.)
- Олександр Олександрович Карпеко (16 лютого — 5 грудня 1927 р.)
- Никифор Миронович Миколенко (5 грудня 1927 р. — 1 жовтня 1930 р.)
- Антон Григорович Сенченко (1 жовтня 1930 р. — 24 лютого 1931 р.)
- О. Є. Успенський (24 лютого 1931 р. — осінь 1931 р.)
- Степан Ілліч Паленчук (кінець 1931 р. — 1934 р.)
- Андрій Микитович Шмалько (1934 р. — 1941 р.)
- Василь Євтихійович Власенко (2 грудня 1943 р. — 17 липня 1944 р.)
- Василь Федорович Гарбузов (17 липня 1944 р. — 6 травня 1950 р.)
- Павло Васильович Кривень (31 серпня 1951 р. — 11 липня 1965 р.)
- Олександр Степанович Короїд (24 вересня 1965 р. — 13 грудня 1969 р.)
- Василь Іванович Загородній (26 лютого 1970 р. — 7 березня 1973 р.)
- Степан Петрович Куценко (11 вересня 1973 р. — 17 липня 1975 р.)
- Леонтій Георгійович Андреєв (5 листопада 1975 р. — 5 червня 1980 р.)
- Юрій Миколайович Пахомов (9 червня 1980 р. — 10 червня 1987 р.)
- Анатолій Федорович Павленко (28 липня 1987 р — 1 грудня 2016 р.)
- Дмитро Григорович Лук'яненко (з 14 квітня 2017 р.)

## Партнери
- Інститут морської економіки та логістики (ISL)/Німеччина

## Почесні доктори та випускники

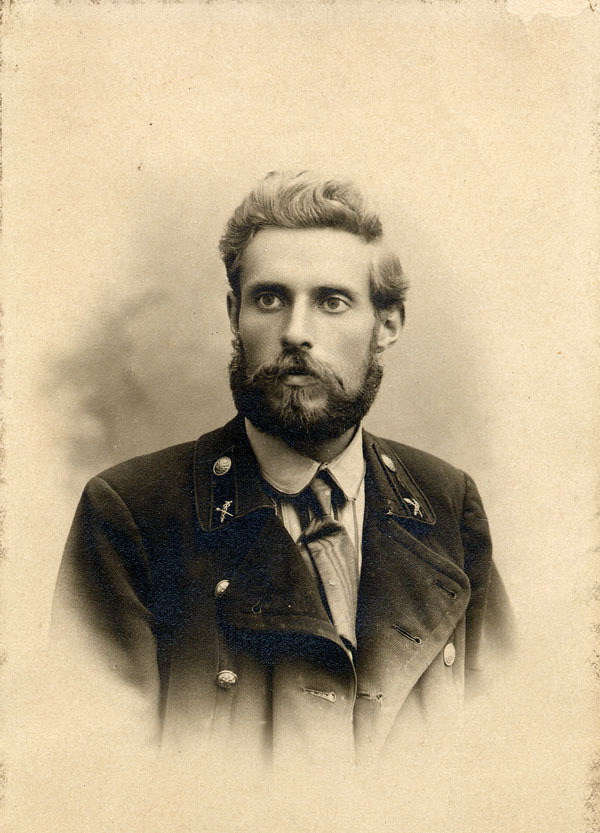
Олександр Грановський

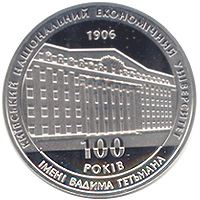
Пам'ятна монета НБУ «100 років Київському національному економічному університету» (2006, срібло)

- О. А. Неприцький-Грановський — вчений-ентомолог, перший професор українського походження у США;
- С. І. Березняк (1884—1921) —  педагог, економіст, член УЦР, голова Всеукраїнської Ради військових депутатів;
- М. М. Добриловський (1888—1971) — вчений-економіст, професор Української господарської академії в Подєбрадах (Чехословачина)
- П. Г. Тичина —  поет, громадський діяч, перекладач;
- О. П. Довженко — визначний український кінорежисер, письменник;
- Іслямова Ельзара — генеральний директор каналу ATR, кримськотатарська журналістка.
- В. Є. Свідзинський — поет, перекладач;
- І. Е. Бабель — прозаїк, драматург та публіцист;
- В. М. Еллан-Блакитний — український поет та письменник;
- С. М. Міхоелс[14] — актор, режисер, радянський громадський діяч;
- Ю. К. Смолич — український письменник;
- Ріппа Сергій Петрович — український економіст;
- В. В. Карпека (1877—1941) — український правник і фінансист;
- Корнієнко Василь Петрович — український вчений, науковий діяч в галузі економічної теорії, доктор наук, професор;
- К. В. Островитянов — визначний радянський вчений-економіст, віце-президент АН СРСР;
- Кравець Олена Юріївна — акторка студії «95 квартал»;
- Зеленський Володимир Олександрович — комік і політик, шостий Президент України.
- Феліксов Дмитро Сергійович — засновник і генеральний директор компанії VIRUS Music.
- Сенік Анна Михайлівна — український фотограф, громадсько-політичний діяч.
- Дерій Жанна Володимирівна  - докторка економічних наук, професорка, завідувачка кафедри економіки, обліку і оподаткування  Національного університету «Чернігівська політехніка», викладачка, науковець, дослідниця в галузі екології та громадська діячка.
- Петриченко Павло Вікторович — український громадський активіст, військовослужбовець, герой України.

## Нагороди та репутація
Загальнонаціональні рейтинги вищих навчальних закладів:
- рейтинг ВНЗ України «Компас-2012»:
  - в загальному рейтингу — 3 місце;
- в рейтингу за напрямом підготовки з бізнес-економічних спеціальностей — 2 місце;
  - в рейтингу ВНЗ в центральному регіоні України — 3 місце;
- рейтинг вищих навчальних закладів «Топ-200 Україна», 2011/2012 рік:
  - в загальному рейтингу — 10 місце;
  - серед економічних ВНЗ — 1 місце;
- рейтинг газети «Коментарі»
- рейтинг ВНЗ, випускників яких частіше за все беруть на роботу компанії, 2012 р. — 3 місце;
- рейтинг ВНЗ журналу «Деньги», 2012 р.:
  - в рейтингу ВНЗ за економічними спеціальностями — 2 місце;
  - в рейтингу ВНЗ за юридичними спеціальностями — 6 місце.

Міжнародні рейтинги вищих навчальних закладів:
- рейтинг Eduniversal — «3 пальмові гілки — Відмінна школа з бізнесу, національно сильна та/або з континентальними зв'язками»;
- рейтинг EDUNIVERSAL Best Masters за відповідними напрямками спеціалізації серед країн Східної Європи:
  - напрямок: Менеджмент інформаційних систем (Магістерська програма «Інформаційні системи в менеджменті») — 4 місце;
  - напрямок: Управління проектами (Магістерська програма «Менеджмент проектів і консалтинг») — 6 місце;
  - напрямок: Облік та аудит (Магістерська програма «Облік і аудит в управлінні підприємницькою діяльністю») — 7 місце;
  - напрямок: Державне управління /Менеджмент (Магістерська програма «Державне управління економікою») — 7 місце;
  - напрямок: Загальний менеджмент (Магістерська програма «Менеджмент підприємств») — 9 місце;
  - напрямок: Маркетинг (Магістерська програма «Маркетинговий менеджмент») — 9 місце;
  - напрямок: Міжнародний менеджмент (Магістерська програма «Управління міжнародним бізнесом») — 19 місце;
  - напрямок: Корпоративні фінанси (Магістерська програма «Фінансовий менеджмент») — 20 місце;
  - напрямок: Страхування (Магістерська програма «Страховий менеджмент») — 47 місце;
- рейтинг Webometrics (ступінь інтеграції ВНЗ в світову мережу Інтернет):
  - КНЕУ — 5154 місце;
  - центр магістерської підготовки КНЕУ — 1254 місце.

## Міжнародна співпраця
Київський національний економічний університет ім. Вадима Гетьмана є членом наступних міжнародних організацій та програм:
- EDAMBA — European Doctoral Programmes Association in Management and Business Administration (Європейська асоціація докторських програм з менеджменту та ділового адміністрування) — http://www.edamba.eu [Архівовано 19 Березня 2022 у Wayback Machine.];
- EPLO — European Public Law Organization (Європейська організація публічного права) — http://www.eplo.eu [Архівовано 22 Грудня 2016 у Wayback Machine.];
- EFMD — European Foundation for Management Development (Європейський фонд розвитку менеджменту) — http://www.efmd.org [Архівовано 27 Червня 2021 у Wayback Machine.];
- BSUN — Black Sea Universities Network (Мережа чорноморських університетів) — http://www.bsun.org [Архівовано 20 Березня 2022 у Wayback Machine.];
- Magna Charta Universitatum (Велика хартія університетів) — http://www.magna-charta.org [Архівовано 1 Травня 2012 у Wayback Machine.];
- TEMPUS — Trans-European Mobility Programme for University Studies (Транс-європейська програма взаємообмінів між університетами) — http://www.tempus.org.ua/ [Архівовано 24 Листопада 2012 у Wayback Machine.];
- RSA — Regional Studies Association (Асоціація регіональних досліджень) — https://web.archive.org/web/20070218192311/http://www.regional-studies-assoc.ac.uk/.
- EAC — European Arbitration Chamber (Європейська арбітражна палата) — http://chea-taic.be/ [Архівовано 26 Травня 2013 у Wayback Machine.]
- Alexander von Humboldt-Stiftung (Фонд Олександра фон Гумбольдта) — http://www.humboldt-foundation.de/ [Архівовано 1 Грудня 2020 у Wayback Machine.]
- CES — Council for European Studies at Columbia University (Рада європейських досліджень при Колумбійському університеті) — http://www.ces.columbia.edu/ [Архівовано 13 Жовтня 2012 у Wayback Machine.]

## Визнання
- 2025 — один із 61 українських ВНЗ у списку найкращих університетів світу за версією SCImago Institutions Rankings (Іспанія)[15]